# Aeroportul Lelystad
Aeroportul Lelystad (IATA: LEY, ICAO: EHLE) este un aeroport din Lelystad, Flevoland, Țările de Jos ce deservește zona Lelystad. A fost deschis în 1973.
Situat la o altitudine de −4 m, aeroportul dispune de o singură pistă.